# Ланвен, Жанна
Жа́нна Ланве́н, урождённая Жанн-Мари́ Ланве́н (фр. Jeanne-Marie Lanvin, 1 января 1867, Париж, Франция — 6 июля 1946, там же) — французская художница-модельер, основательница дома высокой моды Lanvin.

## Биография

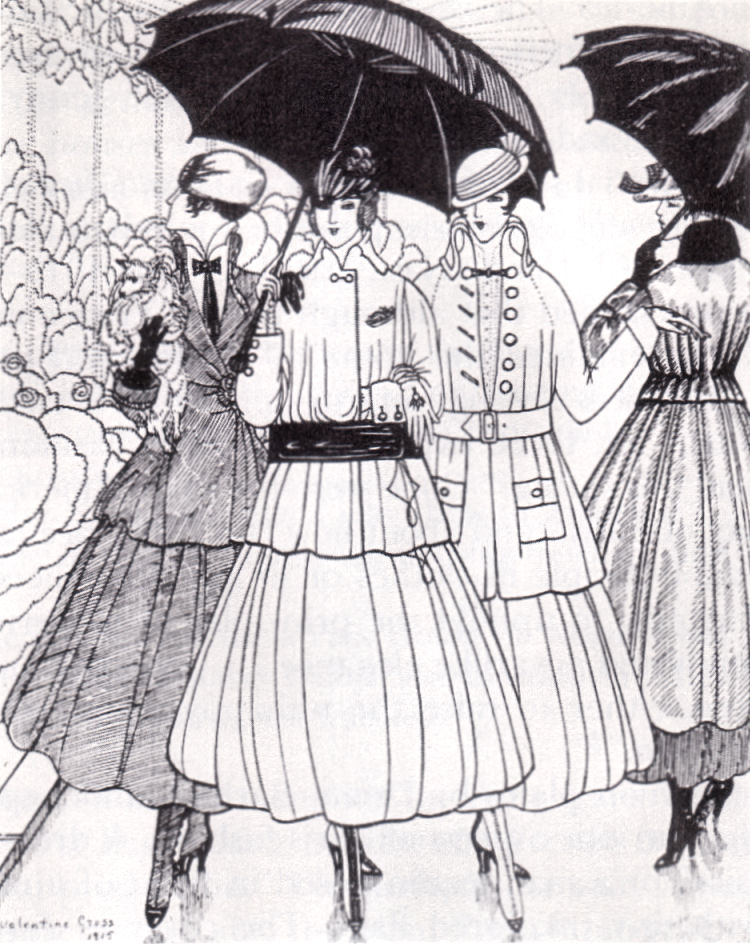
Модная иллюстрация в «Газете хорошего тона», 1915.

Жанна Ланвен открыла собственное ателье по пошиву одежды в 1889 году в Париже, по адресу Рю-Буасси-д-Англе, дом № 16.
Приобрела известность в начале XX века разработкой моделей элегантной одежды для юных матерей и их маленьких дочерей. «Музой» модельера стала её дочь Мари-Бланш (1897—1958). В 1907 году эмблемой дома «Ланвен» стал силуэт дамы, держащей за руки девочку, — рисунок был выполнен Полем Ирибом. В моделях Ланвен использовалась вышивка, мотивы народного костюма.
В 1909 году Ланвен была принята в Синдикат высокой моды, открыла бутик на улице Фобур Сент-Оноре, дом № 22, и начала предлагать клиентам модели из коллекций haute couture.
В 1920 году Ланвен начала сотрудничество с дизайнером интерьеров Альбером Рато — он стал руководителем отдела Lanvin-Décoration, открытого в бутике на Фобур Сент-Оноре. Также Ланвен пригласила его обновить интерьеры своей недвижимости и магазинов (некоторые из интерьеров её парижской квартиры, созданные в 1920—1922 годах, в 1985 году вошли в экспозицию парижского Музея декоративного искусства).
В этот же период Ланвен открыла дочерние магазины, специализирующиеся на товарах для дома, мужской одежде и мехах. К 1923 году ей принадлежала тканекрасочная фабрика в Нантере, пригороде Парижа.

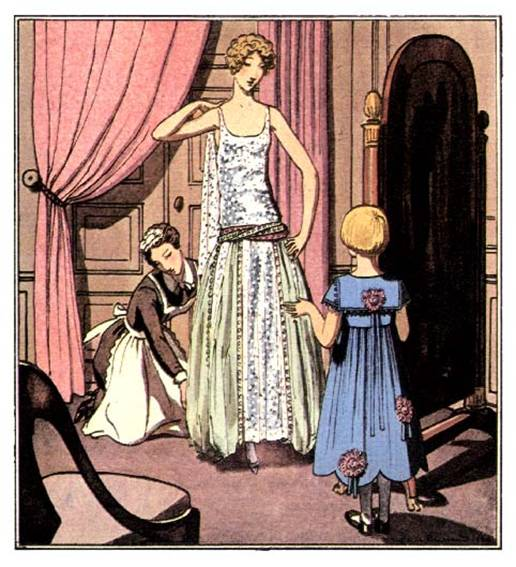
Две модели Жанны Ланвен. Рисунок Пьера Бриссо для «Газеты хорошего тона», 1922.

В 1924 году было основано парфюмерное подразделение — Lanvin Parfums SA. В 1927 году был выпущен самый известный аромат от «Ланвен» — духи «Арпэж» (арпеджио). Дизайн флакона, выпускавшегося Севрской мануфактурой, принадлежал тому же Альберу Рато. Он же стал руководителем новой линии одежды — Lanvin-Sport.
После смерти Жанны Ланвен в 1946 году управление домом перешло к её дочери Мари-Бланш. До начала 1960-х годов «Ланвен» оставался в числе домов высокой моды, затем перешёл к производству одежды prêt-à-porter.
Возрождение бренда произошло через несколько десятилетий, когда в 2001 году к управлению домом был привлечен модельер Альбер Эльбаз. Под его управлением «Ланвен» вновь обратилась к выпуску одежды haute couture.

### Личная жизнь

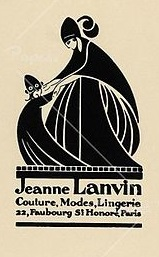
Логотип дома «Ланвен», созданный Полем Ирибом в 1907 году.

В 1895 году вышла замуж за итальянского аристократа, графа Эмилио ди Пьетро. Два года спустя у них родилась дочь Маргерит (она же Мари-Бланш, в замужестве графиня де Полиньяк; 1897—1958), которая стала оперной певицей, а позднее управляла предприятием матери. После развода Ланвен в 1903 году в 1907 году она вышла замуж за журналиста газеты Les Temps Ксавье Меле — позднее ставшего французским консулом в Манчестере.

## Награды
Жанна Ланвен — кавалер и офицер ордена Почётного легиона.